# 岡山公園
岡山公園（おかやまこうえん、スペイン語: Parque Okayama）は、コスタリカの首都サンホセ市のサン・フランシスコ・デ・ドス・リオス区 (es:San Francisco de Dos Ríos) にある都市公園。
サンホセ市と日本の岡山市の姉妹都市提携30周年を記念して建設された。公園にある丘の上には、岡山市から寄贈された桃太郎の銅像が置かれている。

## 沿革
この公園は、サンホセ市の美化・近代化プロジェクト（シヴィック・センターや環状道路の改修など）の一環として計画された。プロジェクトはサンホセ市長 Johnny Araya Monge によって承認され、中央政府（アベル・パチェコ政権）によって支援された。市長は、中低所得者層が多く暮らす市の南東部に公園を建設するということに関心を寄せた。
この公園の場所は、サンホセ市が所有する土地であった。ラ・パシフィカ・サッカー広場 (la plaza de fútbol de La Pacífica) があったものの、おおむね空き地であり、ゴミ捨て場にされたり、ホームレスの人々が身を寄せたりしていた。
岡山市とサンホセ市は1969年に姉妹都市提携を結んでいる。岡山市はサンホセ市に対し、姉妹都市提携30周年を記念して両市友好のシンボルとなるモニュメントあるいはスペースを贈呈することを申し出た。1997年には桃太郎像がサンホセ市に贈呈されている。サンホセ市はサン・フランシスコ・デ・ドス・リオス区の空き地に、寄贈の申し出のあった公園を建設することとした。1999年には、岡山市からの訪問団が30周年記念事業としてサンホセを訪問、「岡山公園」建設資金として岡山市民から募金した約540万円を贈呈した。
公園のプロジェクトは、コスタリカの建築家 Mayela Fallas によって進められた。かつてサッカー広場内にあった最も大きな樹は、新しい公園に残されており、地域のシンボルとして生き続けている。
2002年5月1日、公園は岡山市から訪問した代表団と、サンホセ市長の出席のもと開園した。公園には、さきに贈呈された桃太郎像が設置された。

## デザイン
岡山とサンホセの友好によって実を結んだこの公園は、日本の都市公園に倣い、風水の思想が取り入れられている、という。
公園の北側には、おもに子供がプレイするためのサッカー場が設けられている。公園と、その北側の小規模な家々は壁で隔てられているが、この壁にはグラフィティなどの都市アートが行われている。
また公園には、ブランコやシーソーなどの子供用の遊具が置かれている。これらの多くは木で作られており（コスタリカにおいてこうした遊具は一般に金属で製造されている）、子供のけがを防ぐように工夫されている。
このほか、橋やトンネル、砂利庭 (jardín de piedras)、木と竹で建設されたあずまや、池がある。また、100人が座ることのできる円形のシアターがある。
公園には小さな丘があり、噴水から流れ出る水は、池に注ぐ。この丘には桃太郎の銅像が置かれている（この銅像は、岡山駅東口にあるものと同じ形のものである）。この丘の背後には緑の遊歩道があり、これは公園の南口に至る。

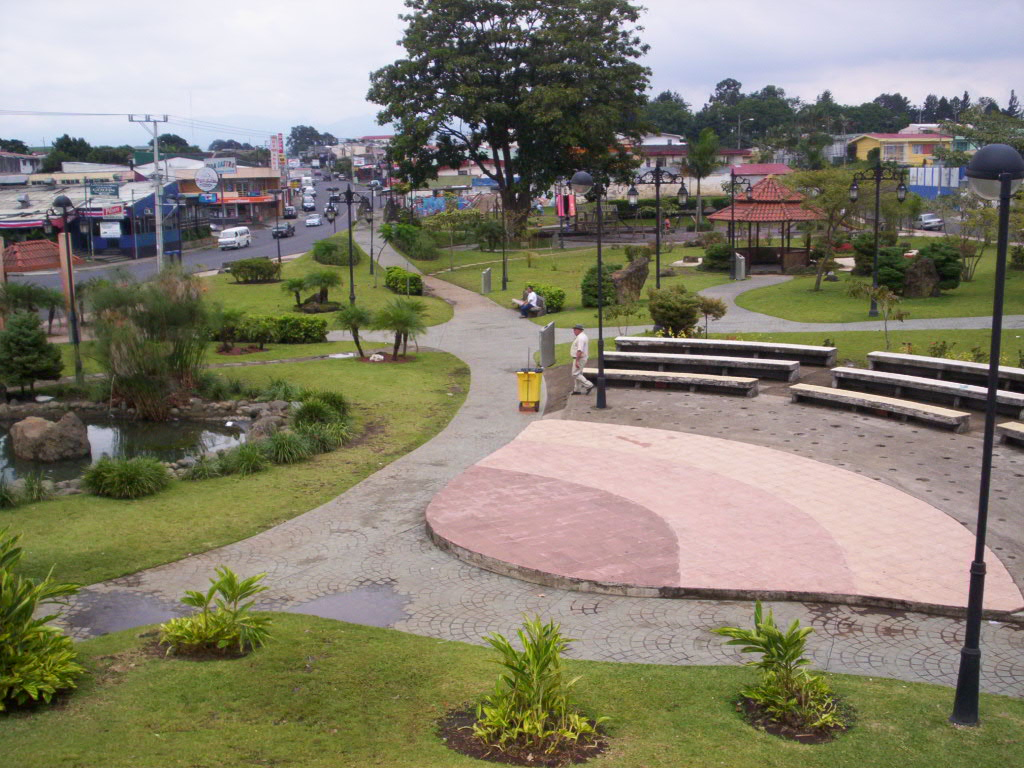
公園の北側
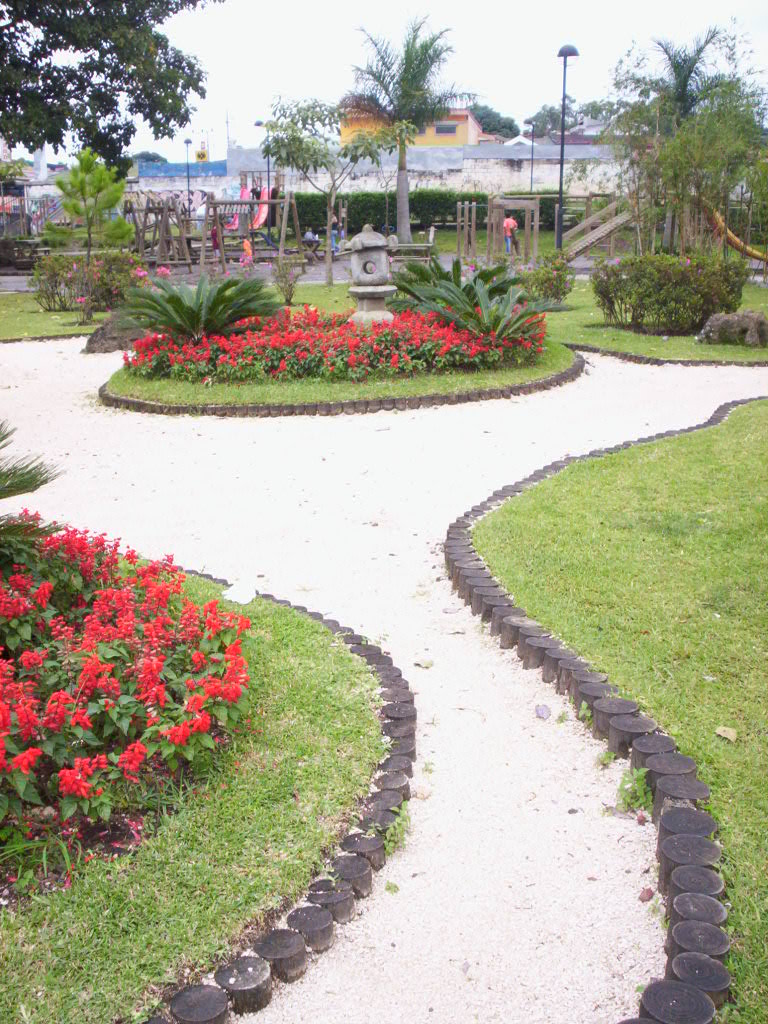
砂利庭
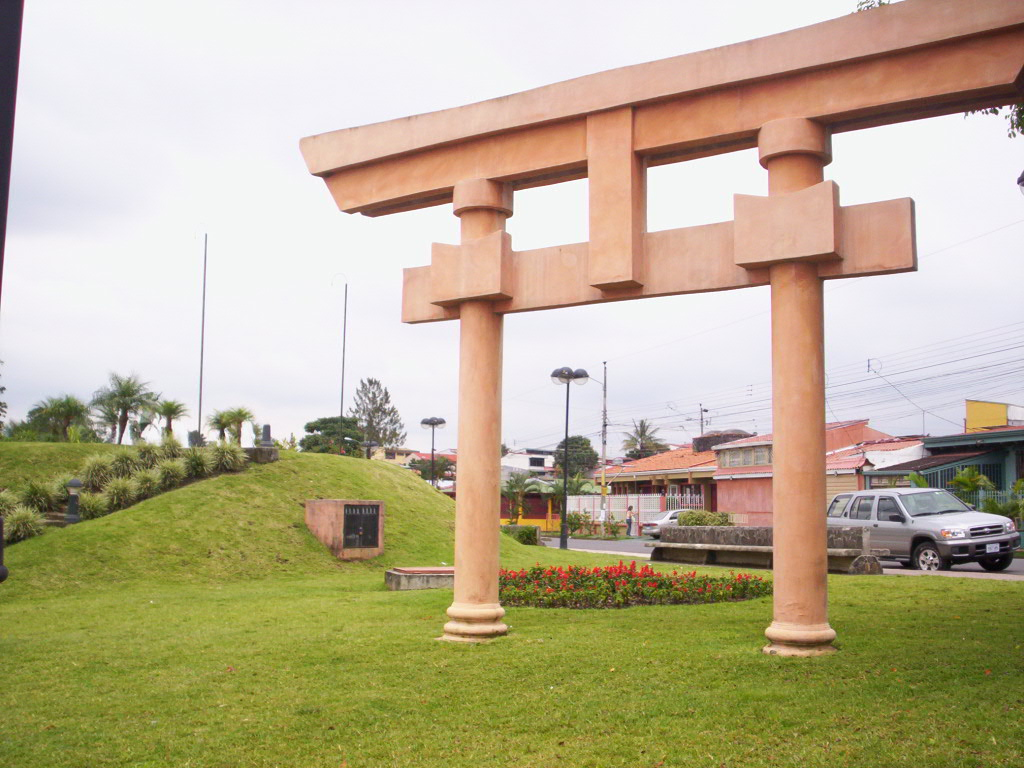
鳥居を模した南口

## 使用
この公園はほぼ毎日、多くの人々が利用している。特に週末、雨の降らない日はほぼ毎晩（この公園は全域に照明がある）、乾季には常時である。コスタリカでは、一般的に（法的なものではないが、社会的な合意として）公共エリアでの飲酒が認められていないが、この公園はそれが認められている場所の一つである。飲酒が可能であることから事件が生じたということは、報告されていない。また公園はタクシーエリアとして機能し、周囲には商業が成長しており、新しい会社もできている。
首都にあることから、コマーシャル映像の撮影にたびたび利用されている。また、コンサートや宗教活動などの集会も行われる。

## 備考
- 地元の人々の多くは、この公園を誤って "parque chino" （中国の公園）と呼び習わしている。これは、東アジアの文化が混同されているためである。なお、付近のモラザン公園 (Parque Morazán) の一角には、池や橋などの中国風の庭園が設けられている。
- 岡山駅西口の岡山コンベンションセンター（ママカリフォーラム）前の広場は「岡山市・サンホセ市友情の広場（サンホセスクエア）」と名付けられている。2005年、アベル・パチェコ大統領が愛知万博に伴い訪日して岡山を訪問した際に、命名式が行われた[2][3]。